# Американська історія злочинів
Американська історія злочинів (англ. American Crime Story) — американський телесеріал, знятий на основі реальних подій. Прем'єра відбулася у кабельній мережі FX в США 2 лютого 2016 року.

## 1-й сезон: «Народ проти О. Джей Сімпсона» (2016)
Перший сезон описує історію суду над відомим футболістом, якого звинуватили в убивстві колишньої дружини та її коханця. Сезон знятий за мотивами книги Джефрі Тобіна «The Run of His Life: The People v. O. J. Simpson».

### Актори та персонажі

#### Основні
- Стерлінг К. Браун — Крістофер Дарден
- Кеннет Чой — суддя Ленс Іто
- Крістіан Клеменсон  — Вільям Годжман
- Куба Гудінг (молодший) — О. Джей Сімпсон
- Брюс Грінвуд — Гіл Гарсетті
- Натан Лейн — Ф. Лі Бейлі
- Сара Полсон — Марша Кларк
- Девід Швіммер — Роберт Кардаш'ян
- Джон Траволта — Роберт Шапіро
- Кортні Венс — Джонні Кохран

#### Добір акторів
Куба Гудінг молодший і Сара Полсон були першими кого обрали на ролі Сімпсона і Марші Кларк. Девід Швіммер — у ролі Роберта Кардаш'яна. У січні 2015 було оголошено, що Джон Траволта приєднався до команди у ролі Роберта Шапіро. Він також виступив продюсером серіалу.

## 2-й сезон: «Вбивство Джанні Версаче» (2018)
Другий сезон серіалу досліджує вбивство дизайнера Джанні Версаче серійним вбивцею Ендрю Кьюнененом. Він заснований на книзі Марін Орт (англ. Maureen Orth) «Вульгарні послуги: Ендрю Кьюненен, Джанні Версаче та найневдаліша поліцейська засідка в історії США».

### У ролях
- Едгар Рамірес — Джанні Версаче
- Даррен Крісс — Ендрю Кьюненен
- Рікі Мартін — Антоніо Д'Аміко
- Пенелопа Крус — Донателла Версаче
- Фінн Віттрок — Джеффрі Трейл

## 3-й сезон: «Імпічмент» (2021)
Основою для третього сезону серіалу «Імпічмент» послужив скандал Клінтон — Левінскі. Сезон розповідає про наступні події під час президентства Клінтона, заснованого на книзі Джеффрі Тубіна «Велика змова: реальна історія сексуального скандалу, який майже звалив президента».

### Акторський склад
- Сара Полсон — Лінда Тріпп
- Біані Фельдштейн — Моніка Левінскі
- Клайв Овен — Білл Клінтон
- Марго Мартіндейл — Лючіанна Голдберг
- Іді Фалько — Гілларі Клінтон
- Анналі Ешфорд — Паула Джонс
- Кобі Смолдерс — Енн Колтер

Спочатку прем'єра сезону була запланована на вересень 2020 року, але мережа перенесла дату ефіру через розклад Мерфі, а пізніше — через триваючу пандемію COVID-19. Мережа раніше розглядала можливість перенесення дати ефіру через вибори 2020 року. Прем'єра сезону відбулася 7 вересня 2021 року.